# Zambia az 1996. évi nyári olimpiai játékokon
Zambia az egyesült államokbeli Atlantában megrendezett 1996. évi nyári olimpiai játékok egyik részt vevő nemzete volt. Az országot az olimpián 2 sportágban 8 sportoló képviselte, akik összesen 1 érmet szereztek.
A nyolc sportoló (hét férfi és egy nő) atlétikában és ökölvívásban versenyzett. Samuel Matete ezüstérmet szerzett, ezzel ő lett hazája legeredményesebb olimpikonja, és egyben ez az ország legeredményesebb olimpiai szereplése. (Korábban, 1984-ben egy bronzérmet szerzett Zambia.)

## Érmesek
| Érem  | Sportoló      | Sportág  | Versenyszám     |
| ----- | ------------- | -------- | --------------- |
| Ezüst | Samuel Matete | Atlétika | Férfi 400 m gát |

## Atlétika
Férfi
| Versenyző         | Versenyszám    | Előfutam | Előfutam | Előfutam | Elődöntő | Elődöntő | Elődöntő | Döntő   | Döntő    |
| Versenyző         | Versenyszám    | Idő      | Hely.    | Össz.    | Idő      | Hely.    | Össz.    | Idő     | Helyezés |
| ----------------- | -------------- | -------- | -------- | -------- | -------- | -------- | -------- | ------- | -------- |
| Charles Mulinga   | 10 000 m       | 29:14,99 | 17.      | 31.      |          |          |          | kiesett | kiesett  |
| Samuel Matete     | 400 m gát      | 48,21    | 1.       | 1.       | 48,28    | 3.       | 4.**     | 47,78   |          |
| Godfrey Siamusiye | 3000 m akadály | 8:30,56  | 2.       | 8.       | 8:37,41  | 10.      | 21.      | kiesett | kiesett  |

Női
| Versenyző          | Versenyszám | Előfutam | Előfutam | Előfutam | Negyeddöntő | Negyeddöntő | Negyeddöntő | Elődöntő | Elődöntő | Elődöntő | Döntő   | Döntő    |
| Versenyző          | Versenyszám | Idő      | Hely.    | Össz.    | Idő         | Hely.       | Össz.       | Idő      | Hely.    | Össz.    | Idő     | Helyezés |
| ------------------ | ----------- | -------- | -------- | -------- | ----------- | ----------- | ----------- | -------- | -------- | -------- | ------- | -------- |
| Ngozi Mwanamwambwa | 400 m       | 54,12    | 5.       | 42.      | kiesett     | kiesett     | kiesett     | kiesett  | kiesett  | kiesett  | kiesett | kiesett  |

** - két másik versenyzővel azonos eredményt ért el

## Ökölvívás
| Versenyző       | Versenyszám  | Selejtező                                             | Nyolcaddöntő                     | Negyeddöntő       | Elődöntő          | Döntő             | Helyezés |
| Versenyző       | Versenyszám  | Ellenfél Eredmény                                     | Ellenfél Eredmény                | Ellenfél Eredmény | Ellenfél Eredmény | Ellenfél Eredmény | Helyezés |
| --------------- | ------------ | ----------------------------------------------------- | -------------------------------- | ----------------- | ----------------- | ----------------- | -------- |
| Boniface Mukuka | Légsúly      | Mohamed Zbir (MAR) · 11–4                             | Albert Pakejev (RUS) · 4–13      | kiesett           | kiesett           | kiesett           | 9.       |
| Joseph Chongo   | Harmatsúly   | Tseyen-Oidovyn Davaatseren (MGL) · 7–13               | kiesett                          | kiesett           | kiesett           | kiesett           | 17.      |
| Denis Zimba     | Könnyűsúly   | Szjarhej Osztrosapkin (BLR) · TKO a harmadik menetben | Toncso Toncsev (BUL) · 9–17      | kiesett           | kiesett           | kiesett           | 9.       |
| Davis Mwale     | Kisváltósúly | Steven Kevi (PNG) · 16–3                              | Bolat Nyijazimbetov (KAZ) · 3–11 | kiesett           | kiesett           | kiesett           | 9.       |